# Richard Fleischer
Richard O. Fleischer (Brooklyn, Nova York, 8 de desembre de 1916 − Los Angeles, Califòrnia, 25 de març de 2006) fou un director i productor de cinema estatunidenc. Va dirigir nombrosos pel·lículas d'èxit de taquilla. Una de les seves característiques va ser la seva versatilitat per tractar diferents gèneres cinematogràfics.

## Biografia
És fill d'un dels pioners de l'animació, Max Fleischer, el productor de Popeye i de Betty Boop.
Intenta en principi fer-se actor, però és contractat com a muntador de pel·lícules d'actualitats per a la RKO Pictures; realitza llavors curtmetratges, després pel·lícules de sèrie B, i finalment pel·lícules de gran pressupost amb grans actrius, passant a la Fox i a la MGM.
El 1953, Fleischer és contractat per Walt Disney Pictures per resoldre la complexitat tècnica del rodatge de 20,000 Leagues Under the Sea (1954) pel seu treball sobre el format Cinemascope amb la pel·lícula Arena (1953). Encara que sembli que tècnicament la pel·lícula ha trobat més dificultats amb el rodatge submarí, el format CinemaScope ha estat utilitzat per a les escenes de moviments del submarí Nautilus  per tal de reforçar l'efecte dinàmic. Havent-ho aconseguit amb 20,000 Leagues Under the Sea, Fleischer hauria fomentat l'estudi a utilitzar el format CinemaScope en els llargmetratges d'animació. La dama i el rodamón (1955) llavors en producció es va beneficiar d'una sortida en aquest format.
Ha dirigit tots els gèneres de pel·lícules: pèplum (Barabbas), ciència-ficció (Soylent Green), cinema negre (Follow me Quietly, L'Enigma del Chicago Exprés), comèdia (Doctor Dolittle), western (These Thousand Hills, pel·lícula de guerra (Tora! Tora! Tora!) En l'anunci de la seva defunció, el governador de l'Estat de Califòrnia, Arnold Schwarzenegger, amb qui havia rodat, li va retre homenatge, saludant una verdadera llegenda de Hollywood.

## Filmografia
| - This Is America (1943) (Sèries de curts documentals) - Flicker Flashbacks (1943) (Sèries de curts) - Memo for Joe (1944) - Child of Divorce (1946) - Design for Death (1947) - Banjo (1947) - Bodyguard (1948) - So This Is New York (1948) - Atrapats (Trapped) (1949) - Make Mine Laughs (1949) - Follow Me Quietly (1949) - The Clay Pigeon (1949) - Assalt al furgó blindat (1950) - Les fronteres del crim (1951) - Un marge estret (1952) - The Happy Time (1952) - Arena (1953) - 20,000 Leagues Under the Sea (1954) - Violent Saturday (1955) - The Girl in the Red Velvet Swing (1955) - Bandido (1956) - Between Heaven and Hell (1956) - Els víkings (1958) - These Thousand Hills (1959) - Compulsion (1959) - Crack in the Mirror (1960) - The Big Gamble (1961) | - Barabbas (1961) - Fantastic Voyage (1966) - Doctor Dolittle (1967) - Think 20th (1967) - The Boston Strangler (1968) - Che! (1969) - Tora! Tora! Tora! (1970) - Terror cec (See No Evil) (1971) (aka Blind Terror) - The Last Run (1971) - L'estrangulador de Rillington Place (1971) - Els nous centurions (The New Centurions) (1972) - Soylent Green (1973) - The Don Is Dead (1973) - Mr. Majestyk (1974) - The Spikes Gang (1974) - Mandingo (1975) - La increïble Sarah (The Incredible Sarah) (1976) - El príncep i el captaire (Crossed Swords) (1977) (aka The Prince and the Pauper) - Ashanti (1979) - The Jazz Singer (1980) - Tough Enough (1982) - Amityville 3-D (1983) - Conan el Destructor (Conan the Destroyer) (1984) - Red Sonja (1985) - Million Dollar Mystery (1987) - Call from Space (1989) - The Betty Boop Movie Mystery (1989) |

## Premis i nominacions

### Premis
- 1948. Oscar al millor documental per Design for Death

### Nominacions
- 1953. Globus d'Or al millor director per The Happy Time
- 1959. Palma d'Or per Compulsion
- 1960. BAFTA a la millor pel·lícula per Compulsion